# Lyby landskommun
Lyby landskommun var en tidigare kommun i dåvarande Malmöhus län.

## Administrativ historik
Kommunen bildades i Lyby socken i Frosta härad i Skåne när 1862 års kommunalförordningar trädde i kraft. 
Vid kommunreformen 1952 uppgick kommunen i Östra Frosta landskommun som uppgick 1969 i Hörby köping som 1971 ombildades till Hörby kommun.

## Politik

### Mandatfördelning i Lyby landskommun 1938-1946
| 6 | 7 | 7 |

| 19 |

| 20 |

| 18 |

| 5 | 6 | 9 |

| 18 |